# 킬링 형식
리 군 이론에서, 킬링 형식(Killing形式, 영어: Killing form)은 리 대수 위에 자연스럽게 존재하는 대칭 쌍선형 형식이다. 리 대수의 딸림표현의 곱의 대각합이다.

## 정의

### 추상적 정의
가환환 {\displaystyle K} 위의 리 대수 {\displaystyle {\mathfrak {g}}}가 주어졌다고 하고, 또한 {\displaystyle {\mathfrak {g}}}가 유한 차원 {\displaystyle K}-자유 가군이라고 하자. 이제, {\displaystyle {\mathfrak {g}}}의 딸림표현
{\displaystyle \operatorname {ad} \colon {\mathfrak {g}}\to \operatorname {GL} ({\mathfrak {g}};k)}
{\displaystyle \operatorname {ad} (x)\colon y\mapsto [x,y]}
를 생각하자. 그렇다면, {\displaystyle {\mathfrak {g}}}의 킬링 형식
{\displaystyle B\colon {\mathfrak {g}}\times {\mathfrak {g}}\to K}
는 다음과 같은 대칭 쌍선형 형식이다.
{\displaystyle B(a,b)=\operatorname {tr} \left(\operatorname {ad} (a)\operatorname {ad} (b)\right)}
여기서 대각합은 딸림표현에서 취한 것이다.

#### 리 초대수의 경우
보다 일반적으로, 체 {\displaystyle K} 위의  리 초대수 {\displaystyle {\mathfrak {g}}}가 주어졌다고 하고, 또한 {\displaystyle {\mathfrak {g}}}가 유한 차원 {\displaystyle K}-초벡터 공간이라고 하자. 이제, {\displaystyle {\mathfrak {g}}}의 딸림표현
{\displaystyle \operatorname {ad} \colon {\mathfrak {g}}\to \operatorname {End} ({\mathfrak {g}};K)}
{\displaystyle \operatorname {ad} (x)\colon y\mapsto [x,y\}}
를 생각하자. 그렇다면, {\displaystyle {\mathfrak {g}}}의 킬링 형식
{\displaystyle B\colon {\mathfrak {g}}\times {\mathfrak {g}}\to K}
는 다음과 같은 쌍선형 형식이다.:§23
{\displaystyle B(a,b)=\operatorname {str} \left(\operatorname {ad} (a)\operatorname {ad} (b)\right)}
여기서 초대각합은 딸림표현에서 취한 것이다.

### 성분을 통한 정의
체 위의 유한 차원 리 대수 {\displaystyle {\mathfrak {g}}}의 기저 {\displaystyle (x_{i})_{i\in I}}를 잡고, 이에 대한 구조 상수가
{\displaystyle [x_{i},x_{j}]=f_{ij}{}^{k}x_{k}}
라고 하자. 그렇다면, {\displaystyle {\mathfrak {g}}}의 킬링 형식은 다음과 같다.
{\displaystyle B(x_{i},x_{j})=B_{ij}=\sum _{k}\sum _{l}f_{ik}{}^{l}f_{jl}{}^{k}}

## 성질
킬링 형식은 대각합의 순환성({\displaystyle \operatorname {tr} (XY)=\operatorname {tr} (YX)})에 의하여 대칭 쌍선형 형식을 이룬다.
킬링 형식은 다음과 같은 항등식을 만족시킨다.
{\displaystyle B([x,y],z)=B(x,[y,z])}

### 리 초대수의 킬링 형식
체 {\displaystyle K} 위의 유한 차원 리 초대수 {\displaystyle {\mathfrak {g}}}의 킬링 형식 {\displaystyle B}는 다음과 같은 성질을 갖는다.:§23
{\displaystyle B({\mathfrak {g}}_{0},{\mathfrak {g}}_{1})=0}
{\displaystyle B(x,y)=(-)^{\deg x\deg y}B(y,x)\qquad \forall x,y\in {\mathfrak {g}}_{0}\cup {\mathfrak {g}}_{1}}
{\displaystyle B([x,y\},z)=B(x,[y,z\})\qquad \forall x,y,z\in {\mathfrak {g}}}
단순 리 대수의 경우와 달리, 표수 0의 대수적으로 닫힌 체 위의 단순 리 초대수는 킬링 형식이 0일 수 있다. 표수 0의 대수적으로 닫힌 체 위의 단순 리 초대수 가운데, 킬링 형식이 0인 것은 다음과 같다.:§23
- {\displaystyle {\mathfrak {sl}}(n|n)}
- {\displaystyle {\mathfrak {osp}}(4|2;\alpha )}
- {\displaystyle {\mathfrak {osp}}(2n+2|2n)}
- {\displaystyle {\mathfrak {p}}(n)}
- {\displaystyle {\mathfrak {q}}(n)}

나머지 단순 리 초대수는 모두 0이 아닌 킬링 형식을 갖는다.

### 직합
체 {\displaystyle K} 위의 두 유한 차원 리 (초)대수 {\displaystyle {\mathfrak {g}}}, {\displaystyle {\mathfrak {g}}'}에 대하여, 그 직합 {\displaystyle {\mathfrak {g}}\oplus {\mathfrak {g}}'}의 킬링 형식은 다음과 같다.
{\displaystyle B_{{\mathfrak {g}}\oplus {\mathfrak {g}}'}(x\oplus x',y\oplus y')=B_{\mathfrak {g}}(x,y)+B_{\mathfrak {h}}(x',y')\qquad (x,y\in {\mathfrak {g}},\;x',y'\in {\mathfrak {g}}')}

### 실수체 위의 리 대수
만약 {\displaystyle {\mathfrak {g}}}가 단순 리 대수라면 위 항등식을 만족하는 모든 형식은 킬링 형식의 스칼라배이다.
리 대수가 반단순 리 대수인 필요 충분 조건은 그 킬링 형식이 비퇴화 쌍선형 형식인 것이다. 이를 카르탕 조건(Cartan條件, 영어: Cartan criterion)이라고 한다.
실수체 위의 콤팩트 리 대수의 킬링 형식은 항상 음의 정부호 쌍선형 형식이다.

## 예

### 아벨 리 대수
임의의 체 {\displaystyle K} 위의 유한 차원 아벨 리 대수 {\displaystyle {\mathfrak {g}}}의 킬링 형식은 항상 0이다.

### 행렬 리 대수
임의의 체 {\displaystyle K} 및 자연수 {\displaystyle n}에 대하여, 일반 선형 리 대수 {\displaystyle \operatorname {\mathfrak {gl}} (n;K)}의 킬링 형식은 다음과 같다.
{\displaystyle B_{{\mathfrak {gl}}(n)}(X,Y)=2n\operatorname {tr} (XY)-2\operatorname {tr} (X)\operatorname {tr} (Y)}
또한, 특수 선형 리 대수 {\displaystyle \operatorname {\mathfrak {sl}} (n;K)}의 킬링 형식은 다음과 같다.
{\displaystyle B_{{\mathfrak {sl}}(n)}(X,Y)=2n\operatorname {tr} (XY)}
행렬 리 대수의 경우, 킬링 형식은 다음과 같다.
| 리 대수   | 설명                     | 킬링 형식                |
| --------- | ------------------------ | ------------------------ |
| gl(n, ℂ)  | n×n 복소수 행렬          | 2n tr(XY) − 2 tr(X)tr(Y) |
| sl(n, ℝ)  | n×n 무대각합 복소수 행렬 | 2n tr(XY)                |
| su(n)     | n×n 반에르미트 행렬      | 2n tr(XY)                |
| so(n, ℝ)  | n×n 반대칭 실수 행렬     | (n−2) tr(XY)             |
| so(n, ℂ)  | n×n 반대칭 복소수 행렬   | (n−2) tr(XY)             |
| sp(2n, ℝ) | 2n×2n 실수 해밀턴 행렬   | (2n+2) tr(XY)            |
| sp(2n, ℂ) | 2n×2n 복소수 해밀턴 행렬 | (2n+2) tr(XY)            |

### 리 대수의 계량과 이중 콕서터 수
단순 리 대수의 경우, 통상적으로 계량을 긴 근의 길이가 {\displaystyle {\sqrt {2}}}가 되게 규격화한다.:27:§13.1.10 이 경우 짧은 근의 길이는 Bn, Cn, F4인 경우 1 또는 G2의 경우 {\displaystyle {\sqrt {2/3}}}이다. 이렇게 규격화할 경우, 계량 형식은 다음과 같다.
| 리 대수  | 행렬 표현                    | 규격화 계량 형식 |
| -------- | ---------------------------- | ---------------- |
| su(n)    | n×n 반에르미트 행렬          | − tr(XY)         |
| so(n, ℝ) | n×n 반대칭 행렬              | − ½tr(XY)        |
| usp(2n)  | 2n×2n 반에르미트 해밀턴 행렬 | − tr(XY)         |
| usp(2n)  | n×n 사원수 반에르미트 행렬   | − tr(XY + YX)    |
| e6       | 27×27 반에르미트 행렬        | − (9/4) tr(XY)   |
| e7       | 56×56 반대칭 행렬            | − (3/2) tr(XY)   |
| e8       | 248×248 반대칭 행렬          | − (41/10) tr(XY) |
| f4       | 26×26 반대칭 행렬            | − (4/3) tr(XY)   |
| g2       | 7×7 반대칭 행렬              | − (5/8) tr(XY)   |

이렇게 계량 형식을 규격화하면, 3차원 초구로부터의 임의의 연속 함수 {\displaystyle f\colon \mathbb {S} ^{3}\to G}에 대하여 항상
{\displaystyle {\frac {1}{48\pi }}\int _{G}\langle g^{-1}dg,[g^{-1}dg,g^{-1}dg]\rangle \in \mathbb {Z} }
이다.
이렇게 규격화한 계량 형식을 {\displaystyle \langle \cdot ,\cdot \rangle }로 놓으면,
{\displaystyle K=-2h^{\vee }\langle \cdot ,\cdot \rangle }
이다.:§6.1:§13.1.2 여기서 {\displaystyle h^{\vee }}는 단순 리 대수의 이중 콕서터 수(영어: dual Coxeter number)이다. (이는 빅토르 카츠가 도입하였고, 해럴드 스콧 맥도널드 콕서터의 이름을 땄다.) 이는 다음 표와 같다.
| 리 대수        | an      | bn       | cn      | dn     | e6 | e7 | e8 | f4 | g2 |
| 다른 이름      | SU(n+1) | SO(2n+1) | USp(2n) | SO(2n) | —  | —  | —  | —  | —  |
| 이중 콕서터 수 | n+1     | 2n−1     | n+1     | 2n−2   | 12 | 18 | 30 | 9  | 4  |

## 역사
엘리 카르탕이 1894년에 도입하였다. 독일 수학자 빌헬름 킬링의 이름을 땄다.

## 같이 보기
- 킬링 벡터장